# DCF

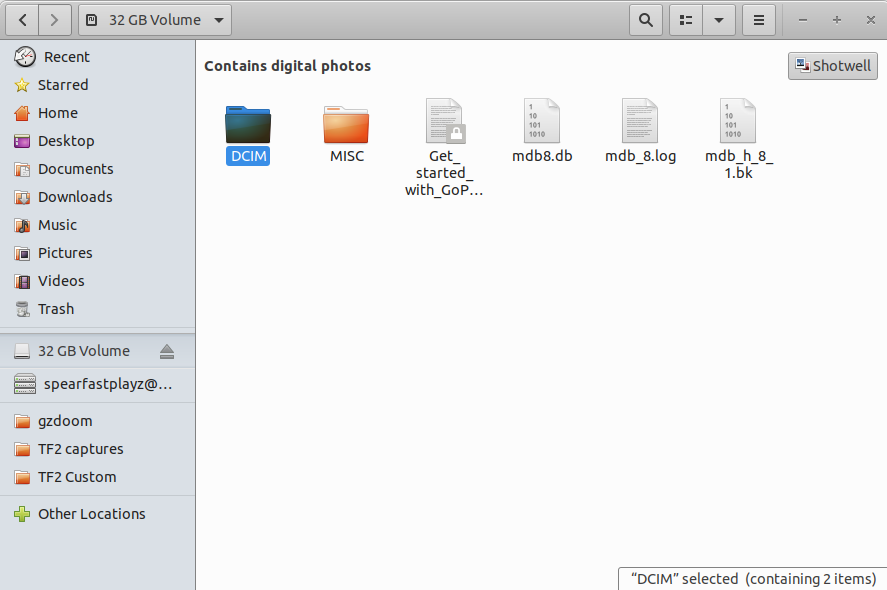
Ejemplo general de un directorio DCF y su estructura de archivos

Design rule for Camera File system, DCF (en español "reglas de diseño para el sistema de archivos de la cámara") es una especificación de la Japan Electronics and Information Technology Industries Association (JEITA), (Número CP-3461) el cual define un formato de archivo y un sistema de archivos para cámaras digitales, incluyendo la estructura del directorio, el método de nombrado del archivo, el juego de caracteres y el formato de los metadatos. Este es actualmente un estándar de facto en la industria de las DSC (Digital Still Cameras) (cámara cuya principal función es capturar fotografías en formato digital). El formato de archivo está basado en el formato EXIF especificación 2.2.
El directorio raíz en una cámara digital tiene un directorio DCIM (Digital Camera Images - Imágenes de Cámara Digital) el cual contiene posiblemente múltiples subdirectorios con nombres tales como "123ABCDE" y ninguno puede tener el mismo código de tres dígitos. Los caracteres del alfabeto a menudo hacen referencia al fabricante del equipo. Cada imagen tiene un nombre como "ABCD1234", 1234 es el número de la imagen.